# Waldemar Kamer

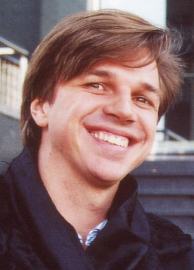
Waldemar Kamer auf den Stufen der Opera Bastille in Paris

Waldemar Kamer (* 6. Januar 1966 in Enschede) ist ein deutsch-niederländischer Journalist, Regisseur, Schauspieler und Schriftsteller der in Paris lebt.

## Jugend
Waldemar Kamer wurde in Enschede geboren, wo seine Mutter Harfenistin im dortigen Opern-Orchester war. Sein Vater wurde 1966 Korrespondent des Nachrichtenmagazins Der Spiegel in Brüssel. Kamer ging dort in Uccle zur Europäischen Schule. Sein Urgroßvater mütterlicherseits ist Johannes Tiedke, ein Vetter von Bruno Kastner.

## Studium
Seit 1984 wohnt Kamer in Paris, wo er an der Sorbonne Kunstgeschichte studierte. Er schrieb eine Magisterarbeit über den Regisseur Peter Brook. Gleichzeitig nahm er Schauspiel-Unterricht bei Danièle Ajoret und Jean Périmony. Von 1990 bis 1994 war er Regieassistent von Ursel und Karl-Ernst Herrmann am Brüsseler Opernhaus La Monnaie/De Munt, an der Wiener Staatsoper und bei den Salzburger Festspielen.

## Theater- und Filmrollen
Kamer spielte 1986 den Dichter Rainer Maria Rilke in In memoriam von Anne Sicco im Cantiere Internazionale d’Arte in Montepulciano, 1987 denselben Dichter in Das Testament von Rilke (Regie: Claudine Laroche) im Theater Espace Privé in Brüssel. 1993 spielte er die Titelrolle von Le Gardien de Nuit von Anne Sicco im Tacheles in Berlin während des Trans Europe Festivals. 1993 war er der Journalist von „Der Spiegel“ im Interview mit Heiner Müller (Regie: Max Denes) beim Festival de Poésie du Haut Allier (Südfrankreich).
Im Film spielte Kamer 1994 einen deutschen Soldaten in Fortitude von Waris Hussein und 1995 einen amerikanischen Diplomaten in Jefferson in Paris von James Ivory.

## Opernregie
Kamer inszenierte folgende Opern:
- Orfeo ed Euridice von Christoph Willibald Gluck an der Nationale Reisopera in Enschede und dem Grand Théâtre de Bordeaux.
- La Sonnambula von Vincenzo Bellini in Lausanne, Lissabon, Bordeaux, Como, Cremona, Pavia und Avignon.
- Aida von Giuseppe Verdi an der Nationale Reisopera.
- Cendrillon von Jules Massenet in Chemnitz.
- Marianne von Edouard Lacamp in Saint-Etienne.

## Konzerte und Vorträge
Kamer organisiert Konzerte und Vorträge, in denen Kunst Brücken baut zwischen verschiedenen Kulturen:
- Jerusalem, Friedensgedichte und Harfe in Brüssel.
- Goethe und Frankreich in Heidelberg.
- Durch die Bilder schauen in Antwerpen.
- Von Hadewijch bis Meister Eckhart in Molsheim.
- Lucien Bonaparte und die Musik in Ajaccio.

Seit 2010 ist Kamer der Musikreferent des Palais Fesch in Ajaccio.
Seit 2015 gibt er ähnlich geartete Konzerte als Bariton und Rezitator, u. a.
- Die Figur des Wanderers bei Schubert und Ritter und Ruinengeister im Schloss von Béhéricourt.
- Die Besteigung des Mont Ventoux von Petrarca und Hommage an Gräfin Marguerite de Rochegude in der Sainte-Madeleine in Bédoin.
- Monsieur Perronneau in Briefen und Musiknoten im Musée des Beaux-Arts d’Orléans.

## Journalismus
Kamer ist seit 1991 der Korrespondent in Paris des niederländischen Kunstmagazins Tableau Fine Arts. Er arbeitet für deutsche, flämische und französische Rundfunkanstalten (Bayerischer Rundfunk, VRT und Radio France Internationale) und die deutschen Zeitungen Berliner Morgenpost, Hamburger Abendblatt und Saarbrücker Zeitung. Er schreibt für das Nachrichtenmagazin Focus und für verschiedene Opern- und Theatermagazine. Seit 2013 ist er der Frankreich-Korrespondent und Frankreich&Benelux Koordinator des Opernmagazins Der Neue Merker in Wien, ebenfalls für den Online Merker und den Opernfreund. Er dreht Dokumentarfilme für Arte.

## Bücher
Nach verschiedenen Publikationen in Ausstellungskatalogen, veröffentlichte Waldemar Kamer 2019 sein erstes persönliches Buch, Hinter den Fassaden von Paris, ein Porträt von hundert Parisern (auf Holländisch), ISBN 978-90-389-2686-5.